# (15604) Fruits
(15604) Fruits est un astéroïde de la ceinture principale.

## Description
(15604) Fruits est un astéroïde de la ceinture principale. Il fut découvert le 7 avril 2000 à Socorro (Nouveau-Mexique) par le projet LINEAR. Il présente une orbite caractérisée par un demi-grand axe de 2,27 UA, une excentricité de 0,18 et une inclinaison de 8,7° par rapport à l'écliptique.

## Compléments